# 石川暢子
石川 暢子（いしかわ のぶこ、1943年 - 2012年1月21日）は、日本を代表するジュエリーデザイナーの一人。独自の感性で、日本の美意識と西欧の様式美の世界をジュエリーに追い求めた。NOBUKO ISHIKAWA 創業者。

## 略歴
1943年、静岡県富士宮市に生まれる。1962年、静岡県立静岡高等学校卒業。1966年、東京藝術大学工芸科卒業。市川市に居を構える。1968年、東京藝術大学大学院彫金科修了。1960年代よりジュエリーのデザイン、及び制作を始める。日展入選3回（～'70）。1970年、創作グループ 閑ジュウリー(現 NOBUKO ISHIKAWA）設立。1980年、西ドイツ、オーストリア、イギリス、オーストラリア、スイス等、国際展多数招待出品。2012年1月21日、大動脈破裂のため聖路加病院にて死去。社団法人日本ジュウリーデザイナー協会理事、社団法人日本ジュエリー協会理事を務めた。

## 個展
- 1996 個展　創立25年JAPANESQUE millenium－千年期－京都文化博物館 草月ギャラリー。
- 1999 個展　La Traversee Intemporelle－時を超える旅－フランス・ビアリッツ、ドーヴィル
- 2001 個展　創立30年記念NOBUKO ISHIKAWA JEWELRY SQUARE－煌きの軌跡－展、恵比寿ザ・ガーデンホール
- 2002 個展－煌きの軌跡－展、京都文化博物館
- 2006 特別展示 石川暢子創作40周年アーカイブス 東京国立博物館 法隆寺宝物館

### その後の活動
- 2012 インド・ムンバイでのIIJW（インドインターナショナルジュエリーウィーク）のファッションショー参加
- 2013/2015 ロンドンにてロールスロイスエンスージストクラブに招待
- 2013 市川の文化人展「石川暢子回顧展」 市川市芳澤ガーデン
- 2015 45周年展示会 フランス、イッシー・レ・ムリノー市 トランプ博物館 / フランス文化庁よりTheBestAward2015を受賞
- 2015 創立45周年記念「石川暢子の世界」フランス帰国展 京都文化博物館
- 2016 フランス、パリ　Hotel Le MEURICE　にて展示パーティ The most exquisite jewelry art of NOBUKO ISHIKAWA
- 2016 エリザベス女王生誕90年即位65年記念式典招待　公式アルバムに掲載
- 2016 「石川暢子の世界展」à Ichikawa  市川市芳澤ガーデン
- 2016 スペイン、マドリード商工会議所　Palacio de Santoña にて作品展
- その他 国際ジュウリーアート展 招待出品、毎日現代宝飾展、プラチナデザインコンテスト、他審査員多数。

## 著作および関連図書
- 『東西の様式美をジュエリーに石川暢子回顧展 : その45年の軌跡』 千葉県市川市文化国際部文化振興課編 2013
- 『Nobuko Ishikawa : 30年の軌跡』	石川暢子 作 ; KANジュウリー編集 2001
- 『Japanesque millennium』 石川暢子 作 KANジュウリー 1996
- 『Japanesque millennium : 千年期 : 石川暢子作品集』 石川暢子 作 ; KANジュウリー編集 KANジュウリー1996
- 『UR[30] : URジュウリー展30回記念』 URジュウリー協会 1989
- 『UR[25] : URジュウリー展25回記念』 URジュウリー協会 1984.5
- 『Le monde de Nobuko Ishikawa 1943-2012 artiste joaillière japonaise』 Nobuko Ishikawa 作 ; 石川佳柄 編 2015.1
- 『石川暢子作品集』 石川暢子 作 閑ジュウリー 1987.11